# Linyphantes
Linyphantes is een geslacht van spinnen uit de familie hangmatspinnen (Linyphiidae).

## Soorten
De volgende soorten zijn bij het geslacht ingedeeld:
- Linyphantes aeronauticus (Petrunkevitch, 1929)
- Linyphantes aliso Chamberlin & Ivie, 1942
- Linyphantes anacortes Chamberlin & Ivie, 1942
- Linyphantes delmarus Chamberlin & Ivie, 1942
- Linyphantes distinctus Chamberlin & Ivie, 1942
- Linyphantes eureka Chamberlin & Ivie, 1942
- Linyphantes laguna Chamberlin & Ivie, 1942
- Linyphantes microps Chamberlin & Ivie, 1942
- Linyphantes natches Chamberlin & Ivie, 1942
- Linyphantes nehalem Chamberlin & Ivie, 1942
- Linyphantes nigrescens Chamberlin & Ivie, 1942
- Linyphantes obscurus Chamberlin & Ivie, 1942
- Linyphantes orcinus (Emerton, 1917)
- Linyphantes pacificus (Banks, 1906)
  - Linyphantes pacificus Chamberlin & Ivie, 1942
- Linyphantes pualla Chamberlin & Ivie, 1942
- Linyphantes santinez Chamberlin & Ivie, 1942
  - Linyphantes santinez verdugo Chamberlin & Ivie, 1942
- Linyphantes tragicus (Banks, 1898)
- Linyphantes victoria Chamberlin & Ivie, 1942